# (466454) 2013 TM98
(466454) 2013 TM98 es un asteroide perteneciente al cinturón de asteroides, descubierto el 4 de diciembre de 2008 por el equipo Spacewatch desde el Observatorio Nacional de Kitt Peak (Arizona, Estados Unidos).